# Victor Crivoi
Victor Crivoi (n. 25 de mayo de 1982 en Bucarest) es un jugador de tenis rumano. Ha jugado mayormente en el circuito de torneos Futures y Challengers. En 2005 fue nombrado jugador ITF del año (ITF rige los torneos futures). Ha representado también a su país en el Equipo rumano de Copa Davis. 
Su mejor clasificación la consiguió en agosto de 2009 al alcanzar el puesto Nº75 de la ATP.

## Títulos (0)

### Clasificación en torneos del Grand Slam
| Torneo               | 2009 | 2008 | Títulos |
| -------------------- | ---- | ---- | ------- |
| Abierto de Australia | -    | -    | 0       |
| Roland Garros        | 2r   | 1r   | 0       |
| Wimbledon            | 2r   | -    | 0       |
| Abierto de EE. UU.   | 1r   | -    | 0       |

### Challengers singles (1)
| N.º | Fecha                | Torneo   | Superficie    | Oponente en la final | Resultado   |
| --- | -------------------- | -------- | ------------- | -------------------- | ----------- |
| 1.  | 18 de agosto de 2008 | Manerbio | Tierra batida | Christophe Rochus    | 7-6(10) 6-2 |

### Finalista en challengers individuales (7)
- 2006: Zagreb (pierde ante Daniel Elsner)
- 2006: Brasov (pierde ante Marc López)
- 2007: Roma (pierde ante Thierry Ascione)
- 2007: Constanza (pierde ante Sebastián Decoud)
- 2008: Bucarest-2 (pierde ante Santiago Ventura)
- 2009: Nápoles (pierde ante Pablo Cuevas)
- 2010: Kitzbuhel (pierde ante Andreas Seppi)